# José Rufino Echenique
Pour les articles homonymes, voir Echenique.
José Rufino Echenique, né le 16 novembre 1808 à Puno (Pérou), mort le 16 juin 1887 à Lima, est un homme d'État péruvien.

## Biographie
José Rufino Echenique est président de la République du Pérou, du 20 avril 1851 au 5 janvier 1855.